# Batalha da Corunha

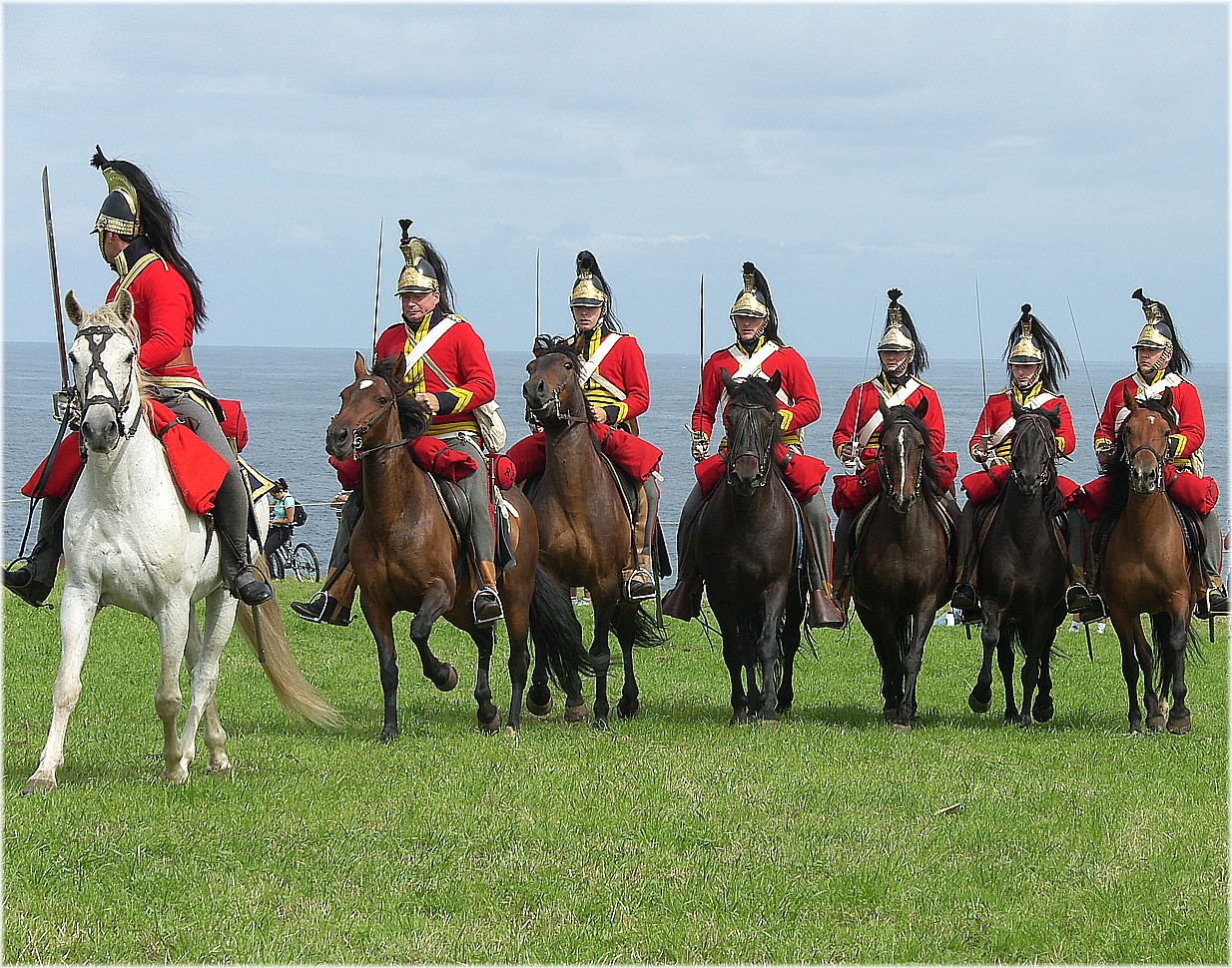
Recriação da Batalha de Elviña

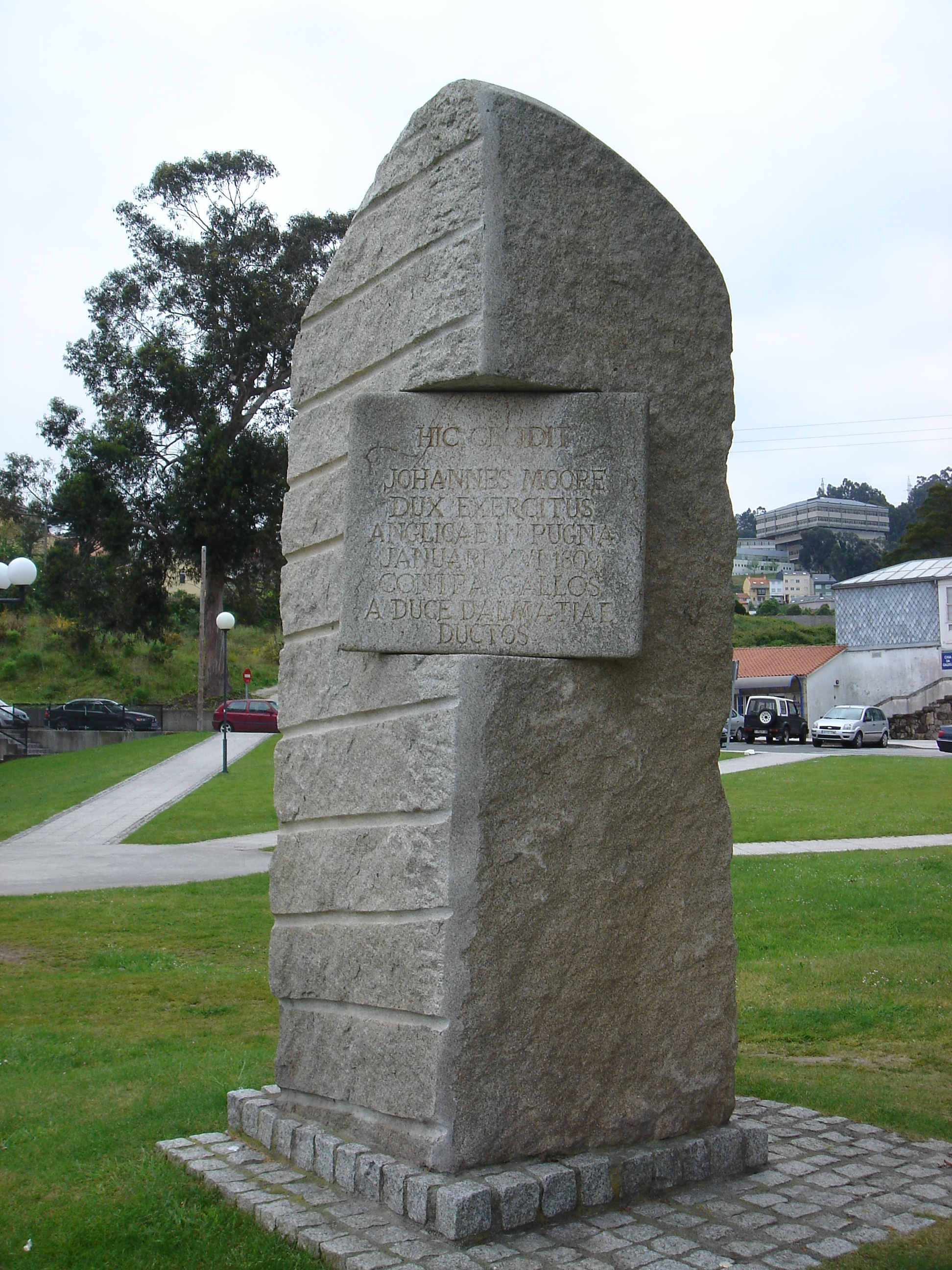
Monólito comemorativo da morte de Moore, sito no campus universitário de Elviña, A Coruña

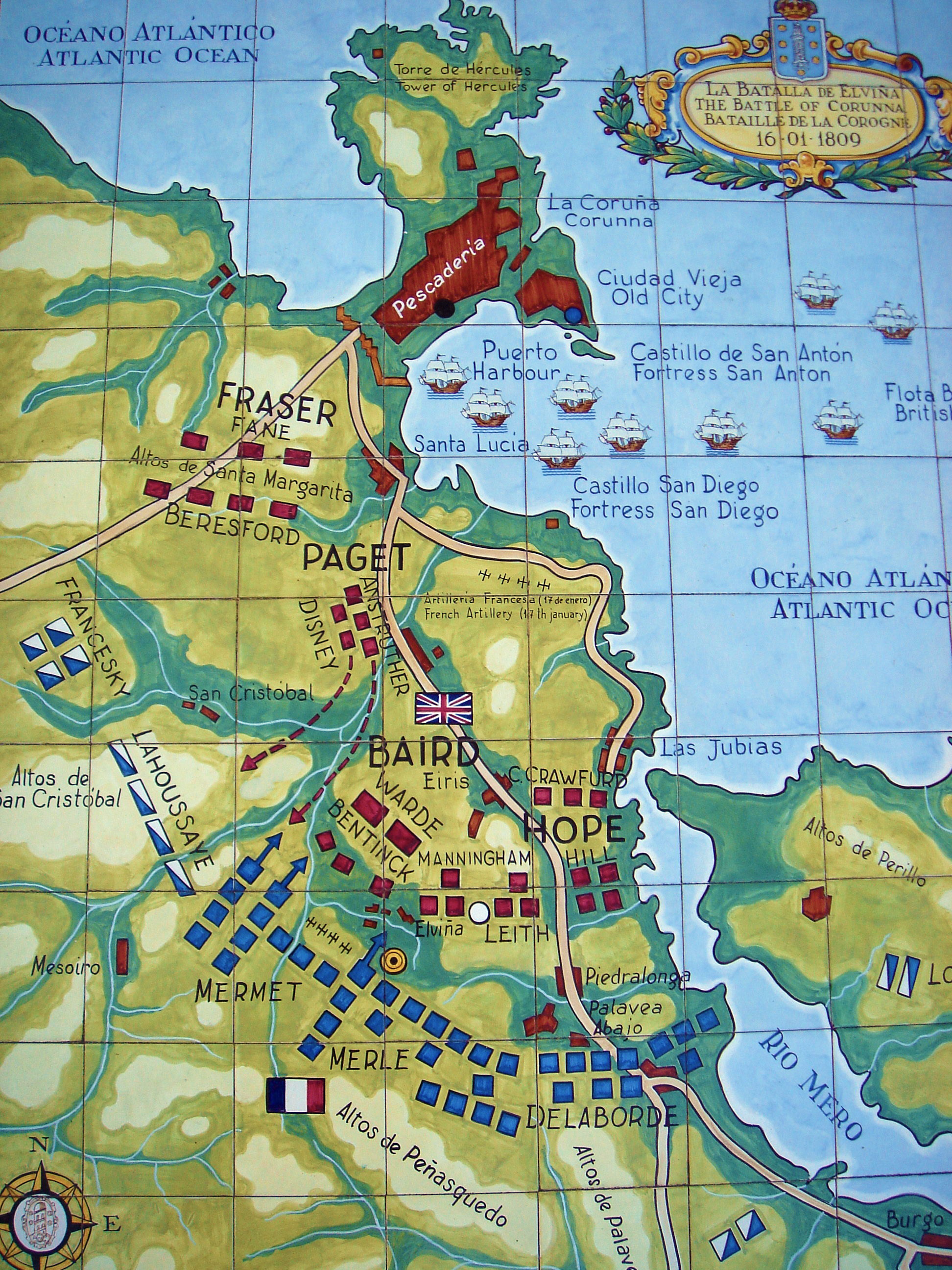
Plano da batalha de Elviña

A Batalha da Corunha, também conhecida por Batalha de Elviña, foi um recontro da Guerra Peninsular que teve lugar a 16 de Janeiro de 1809, nos arredores da cidade da Corunha, enfrentando-se as tropas francesas, conduzidas pelo general Nicolas Jean-de-Dieu Soult, que obtiveram a vitória, contra as tropas britânicas, comandadas pelo general John Moore, que perderia a vida no decurso do combate.

## Antecedentes
A batalha inscreve-se no contexto das Guerras Napoleónicas, e particularmente no da Guerra da Independência Espanhola ou Guerra Peninsular, ao ser inseparável a contenda dos episódios ocorridos em Espanha e Portugal.
Depois da derrota francesa na Batalha de Bailén, a 19 de Julho de 1808, o mesmo Napoleão Bonaparte decidiu solucionar a resistência peninsular entrando no seu território ao comando da Grande Armée. Entretanto em Portugal, depois da Convenção de Sintra, o general John Moore foi posto à frente das tropas britânicas ali acantonadas.
Em Novembro de 1808, Moore abandonou Portugal, entrando em Espanha pela fronteira da província de Salamanca e posicionou-se próximo de Valladolid, com o objectivo de aliviar a pressão francesa sobre Madrid, atraindo sobre o seu exército as tropas gaulesas. Ignorava nessa altura que Napoleão já entrara em Madrid a 4 de Dezembro. As forças de Moore sofreram o fustigamento das unidades de Soult, que informou a Napoleão dos movimentos britânicos. Este, desejoso de um encontro directo com tropas britânicas, partiu para o noroeste à caça de Moore. 
Informado dos movimentos franceses, e perante a impossibilidade de fazer frente a forças muito superiores, Moore decidiu-se pela retirada do exército britânico para Astorga, ao mesmo tempo que enviava aviso à frota britânica, para que o recolhesse em Vigo ou na Corunha. Moore chegou a Astorga a 24 de Dezembro, onde se lhe uniu o corpo de tropas galegas comandadas por Pedro Caro y Sureda, o marquês de la Romana, que abandonaram León, ante a ameaça francesa. Moore e De la Romana conferenciaram a 30 de Dezembro de 1808 sobre a possibilidade de fazer frente conjuntamente aos franceses no arco montanhoso que rodeia o Bierzo, porém Moore discordou da opção. As suas tropas estavam esgotadas, o que não impedia que mostrassem sinais de indisciplina, que se prolongaram durante o resto do caminho.
Forçado por acontecimentos no centro de Europa, Napoleão que chegara a Astorga no dia 1 de Janeiro de 1809, abandonou aquela cidade no dia 3, deixando a Soult o comando do 2º corpo do Exército, formado por uns 25 000 homens e 54 canhões, com o encargo de perseguir Moore. O general Michel Ney, com o 6º corpo, também com cerca de 25 000 soldados e 30 peças de artilharia, deveria acompanhar Soult com o objectivo de prestar o auxilio necessário ao reforço da ocupação da Galiza.
Em consequência destas movimentações, as tropas de Moore e De la Romana, dirigiram-se para Galiza, mas no Bierzo seguiram cursos diferentes: as forças comandadas pelo Marquês de la Romana entraram no país galego pela Comarca de Valdeorras, sendo atacadas pela retaguarda pelos franceses; enquanto o grosso das tropas de Moore entrou no território galego através do porto de Pedrafita, dirigindo-se para Lugo, onde chegaram a 7 de Janeiro de 1809, e posteriormente para Betanzos.
O ataque contra a retaguarda das forças do Marquês de la Romana foi rechaçado pelas forças comandadas pelo general Juan Álvarez Mendizábal, que susteve o ataque francês da cavalaria do general Luigi Franceschi na Ponte de Domingo Flórez. Após o ataque as forças espanholas estabeleceram o seu quartel na Proba de Tives, onde chegaram a 6 de Janeiro de 1809. Entretanto um corpo de tropas britânicas, separado do corpo principal das forças de Moore, com cerca de 5 000 homens, comandados pelos generais Robert Craufurd e Carl von Alten, alcançaria o porto de Vigo a 12 de Janeiro de 1809, logrando embarcar nos navios da Royal Navy.
Moore chegou, por fim à Corunha no dia 14 de Janeiro de 1809. Porém, as suas tropas não puderam embarcar imediatamente, devido ao mau estado da mar que impediu que a frota britânica pudesse atracar no porto.
Perante a iminente chegada das tropas francesas, Moore tomou disposições para dificultar o acesso das mesmas, destruindo a ponte do Burgo, sobre o rio Mero. Mas parte dos franceses cruzaram aquele rio pelo pequeno pontão de Cela, no concelho de Cambre, ao mesmo tempo que reparavam a ponte do Burgo, a qual ficou transitável no dia 15 de Janeiro.

## A batalha
Como o choque bélico fosse inevitável, Moore dispôs as suas tropas, uns 16 mil soldados, mas com apenas 9 peças de artilharia, em três locais. Situou uma primeira linha sobre o monte Mero; uma segunda sobre os montes de Santa María de Oza, e a terceira sobre o monte de Santa Margarita. No meio ficava o vale da freguesia de Elviña, que foi o centro dos ataques.
Soult dispôs para o ataque cerca de 12 mil soldados de infantaria e 4 mil homens da cavalo, estes em parte travados pelas dificuldades do terreno. Dispunha porém de vantagem na artilharia, ao poder contar com 20 canhões. 
No mesmo dia 15, uns 500 fuzileiros franceses, sob o comando do general Henri Antoine Jardon, iniciaram ataques no monte Penasquedo e tomaram o monte Mero.
A batalha iniciou-se na tarde do dia 16 de Janeiro, tendo lugar os mais duros combates pela posse da aldeia de Elviña, da qual os franceses se apoderaram ao cair da noite, e avançaram para a aldeia de Palavea. Caiu ferido o general inglês Baird, enquanto o próprio Moore foi ferido muito gravemente pela bala de um canhão, morrendo duas horas depois. Durante essa mesma noite, as tropas britânicas foram embarcando, ainda que os navios estivessem sob o fogo da artilharia francesa ao amanhecer do dia 17.
Nesse mesmo dia 17 de Janeiro de 1809, Soult entrou na cidade da Corunha, que capitulou sob comando do general Alcedo. No total os franceses perderam uns 1 200 homens e os britânicos uns 900, mas estes perderam ao longo da sua penosa retirada desde Castela até à Corunha uns 8 mil soldados.

## Galeria de imagens

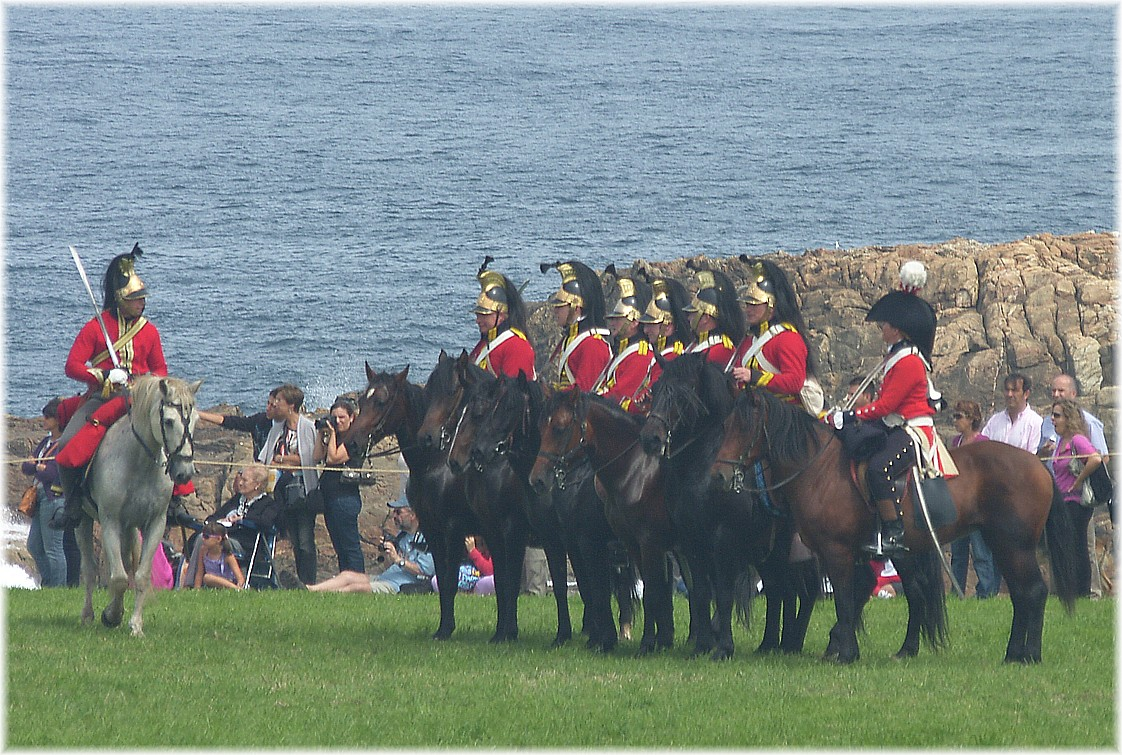
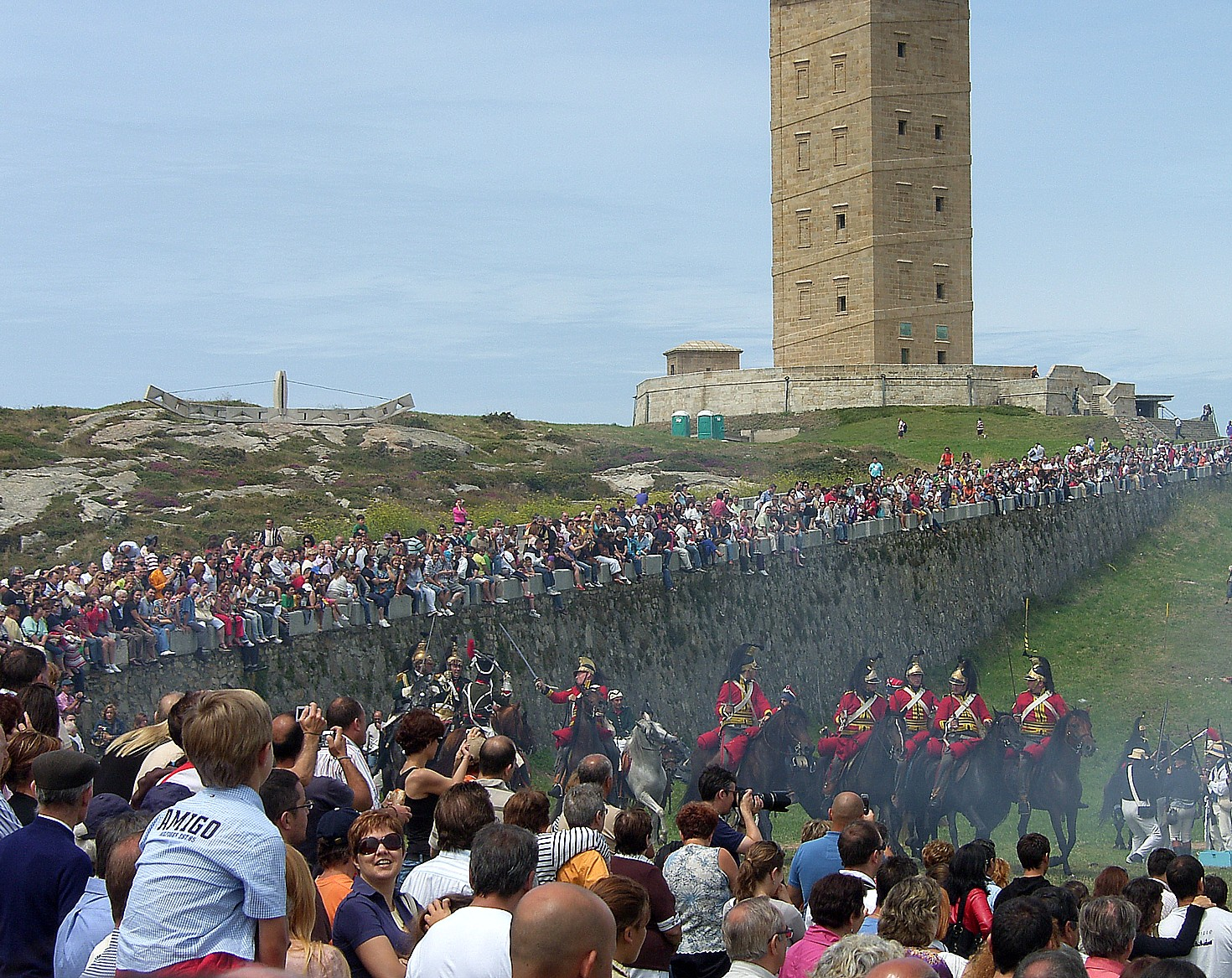
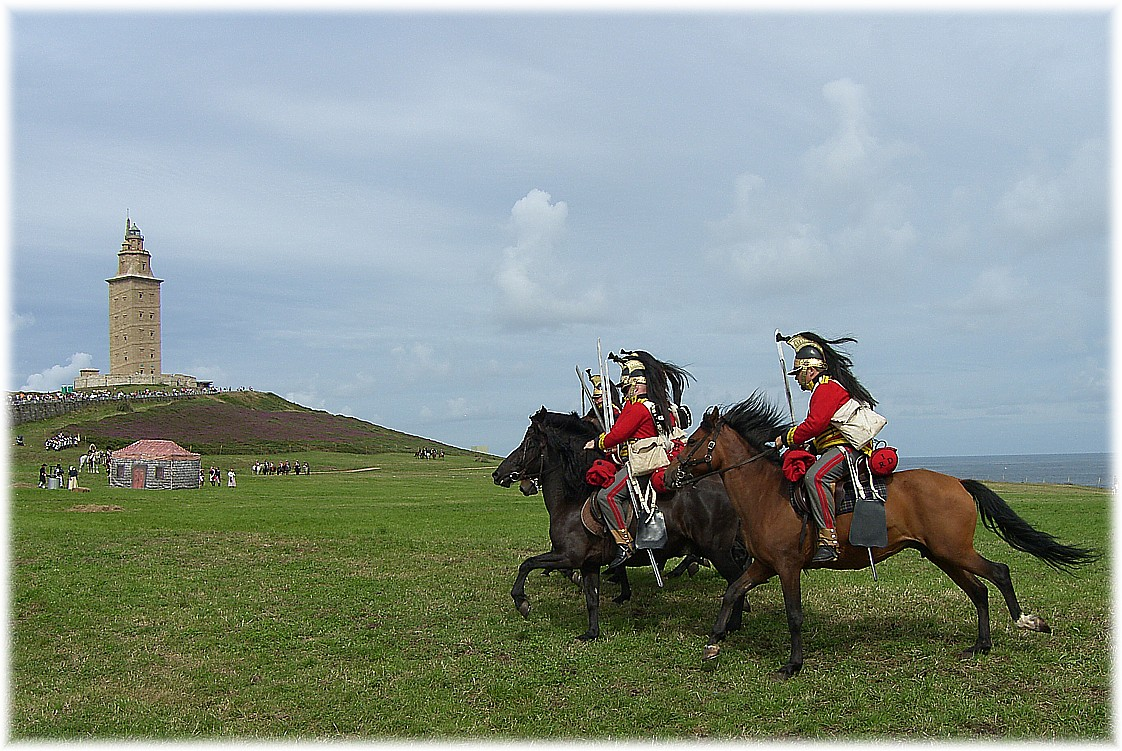
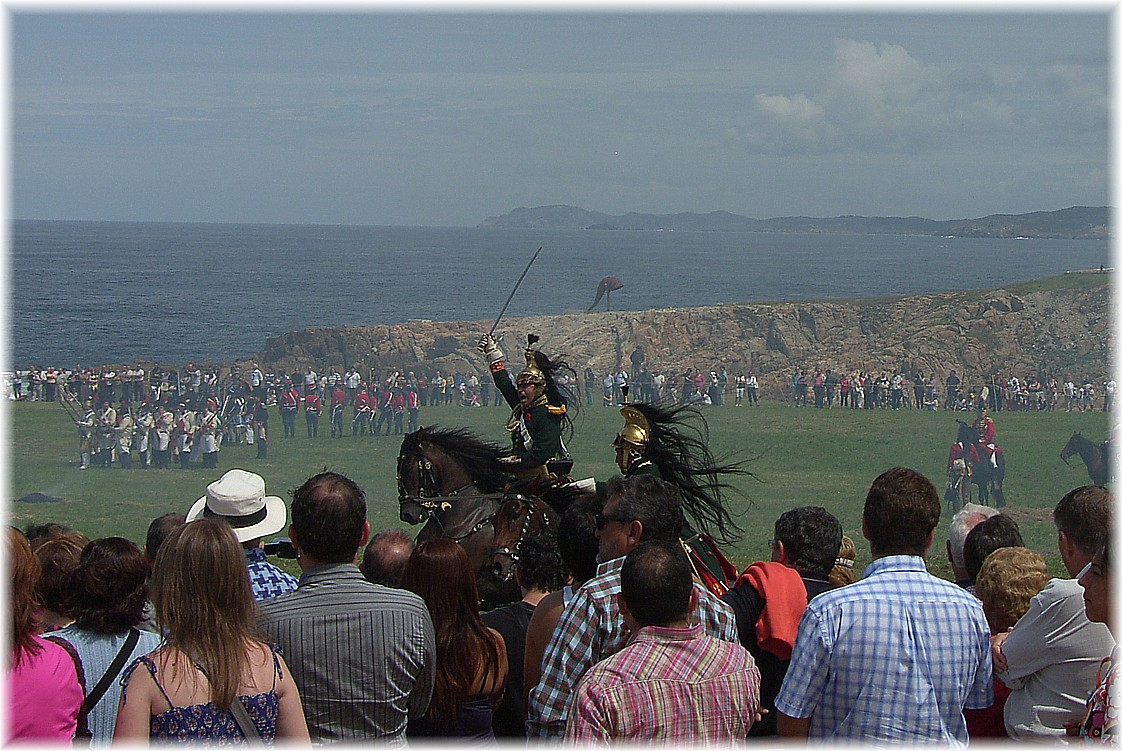